# Соборна вулиця (Жмеринка)
Вулиця Соборна — одна із вулиць Жмеринки, яка бере початок з вулиці Богдана Хмельницького та закінчується на Кривому  провулку.
До 2016 року мала назву вулиця Леніна — на честь Володимира Леніна.

## Будівлі
- 58 — Жмеринське РВУМВС
- 11 — фонд соціального страхування з тимчасової втрати працездатності
- 45 — Центр обслуговування пенсіонерів та одиноких непрацездатних громадян
- 10 — Банк «Форум»
- 7 — ВТБ Банк
- 3 — Районна бібліотека для дорослих
- 62 — Ветеренарна аптека
- 11 — редакція «Жмеринського Мередіана»
- 64а — типографія «ПРЕС-РЕАЛ»
- 28 — Дитячий садок № 3
- 41 — Військовий комісаріат
- 7 — Книжковий Двір

## Джерело
- Телефонний довідник 2009 по м. Жмеринка та Жмеринського району — 2008 р.